# HY Водолея
HY Водолея (лат. HY Aquarii) — одиночная переменная звезда в созвездии Водолея на расстоянии (вычисленном из значения параллакса) приблизительно 4154 световых лет (около 1274 парсеков) от Солнца. Видимая звёздная величина звезды — от более +15m до +10,7m.

## Характеристики
HY Водолея — красный гигант, пульсирующая переменная звезда, мирида (M) спектрального класса M8 или M8-M9III. Эффективная температура — около 3301 К.